# Пеппер-Пайк (Огайо)
Пеппер-Пайк (англ. Pepper Pike) — місто (англ. city) в США, в окрузі Каягога штату Огайо. Населення — 6796 осіб (2020).

## Географія
Пеппер-Пайк розташований за координатами 41°28′46″ пн. ш. 81°27′37″ зх. д. / 41.47944° пн. ш. 81.46028° зх. д. (41.479386, -81.460207).  За даними Бюро перепису населення США в 2010 році місто мало площу 18,37 км², з яких 18,28 км² — суходіл та 0,09 км² — водойми.

## Демографія
Згідно з переписом 2010 року, у місті мешкало 5979 осіб у 2176 домогосподарствах у складі 1753 родин. Густота населення становила 326 осіб/км².  Було 2349 помешкань (128/км²).
Расовий склад населення:
| - 86,3 % — білих - 6,5 % — чорних або афроамериканців - 5,5 % — азіатів - 0,2 % — корінних американців |

До двох чи більше рас належало 1,6 %. Частка іспаномовних становила 1,4 % від усіх жителів.
За віковим діапазоном населення розподілялося таким чином: 23,6 % — особи молодші 18 років, 53,0 % — особи у віці 18—64 років, 23,4 % — особи у віці 65 років та старші. Медіана віку мешканця становила 49,2 року. На 100 осіб жіночої статі у місті припадало 87,0 чоловіків;  на 100 жінок у віці від 18 років та старших — 82,3 чоловіків також старших 18 років.
Середній дохід на одне домашнє господарство  становив 224 756 доларів США (медіана — 147 250), а середній дохід на одну сім'ю — 254 018 доларів (медіана — 162 292). Медіана доходів становила 125 673 долари для чоловіків та 71 591 долар для жінок. За межею бідності перебувало 2,5 % осіб, у тому числі 1,6 % дітей у віці до 18 років та 3,5 % осіб у віці 65 років та старших.
Цивільне працевлаштоване населення становило 2743 особи. Основні галузі зайнятості: освіта, охорона здоров'я та соціальна допомога — 29,9 %, науковці, спеціалісти, менеджери — 16,8 %, фінанси, страхування та нерухомість — 12,3 %, виробництво — 10,5 %.